# NGC 7600
NGC 7600 este o galaxie lenticulară situată în constelația Vărsătorul. A fost descoperită în 10 septembrie 1785 de către William Herschel.